# Tradescantia fluminensis
Tradescantia fluminensis é uma espécie de planta com flor pertencente à família Commelinaceae. 
A autoridade científica da espécie é Vell., tendo sido publicada em Florae Fluminensis, seu, Descriptionum plantarum parectura Fluminensi sponte mascentium liber primus ad systema sexuale concinnatus 3: 140, pl. 152. 1825.
Os seus nomes comuns são erva-da-fortuna ou tradescância.

## Portugal
Trata-se de uma espécie presente no território português, nomeadamente em Portugal Continental, no Arquipélago dos Açores e no Arquipélago da Madeira.
Em termos de naturalidade é introduzida nas três regiões atrás referidas.

## Protecção
Não se encontra protegida por legislação portuguesa ou da Comunidade Europeia.